# Mora (verstan)
A mora idő-alapegység a verstanban, illetve a hangtanban (fonetika). A latinban a szó jelentése „szünet, késés”, ugyanakkor verstani értelemben az „idő” jelentésű görög kronosz szó fordítására is használták.

## A verstani mora
A mora az időmértékes verselésben a szótagok időtartam-alapegysége. Egy verstani értelemben véve rövid szótag időtartama egy mora, egy hosszú szótagé két mora. Ez a felosztás a relatív időtartamon és nem fizikai méréseken nyugszik: lemérve egy rövid szótag időtartama nem lesz pontosan fele egy hosszú szótagnak, de az utóbbi hosszabb lesz a rövid szótagnál.
A hosszú és a rövid szótagok valamely többé vagy kevésbé szabályos ritmus alapján történő váltakozása hozza létre az időmértékes verselést, illetve az olvasás folyamatában pontosan nem feltárt mechanizmusú pszichológiai hatást kifejtő szekvenciákat a szövegben. A mora használata ezen szabályszerűségek egzakt leírásában és feltárásában segíti a verstudományt.

### Néhány versláb időtartama morában
- Pirrichius: ∪ ∪  (rövid-rövid) – két mora.
- Jambus: ∪ – (rövid-hosszú) – három mora.
- Trocheus: – ∪ (hosszú-rövid) – három mora.
- Spondeus: – – (hosszú-hosszú) – négy mora.
- Daktilus: – ∪ ∪ (hosszú-rövid-rövid) – négy mora.

Egy verssor időtartama morákban:
„Még nyílnak a völgyben a kerti virágok” (hosszú, hosszú-rövid, rövid, hosszú-rövid-, rövid, hosszú-rövid, rövid-hosszú-hosszú) – 18 mora

## A fonetikában
A mora a hangtanban a szótagsúly hangértéke, amely bizonyos nyelvekben megszabja a hangsúlyt, vagy az időtartamot. Nyelvészeti definíciója vitatott.
Az egy morát tartalmazó szótag szakszóval monomoraikus, a két morát tartalmazó bimoraikus.
Általában a különféle nyelvekben (nem a magyarban) a következő szabályszerűségeket fogadják el a morák meghatározására:
- 1. A nyitó mássalhangzó(k) nem képez(nek) morát.
- 2. A szótagmag egy mora, ha a magánhangzója rövid, két mora, ha hosszú, vagy diftongus. A szótagmagot képző mássalhangzó egy mora, ha rövid, két mora, ha hosszú. (A szlovák nyelvben például rövid és hosszú mássalhangzói szótagmag  is létezik.)
- 3. Bizonyos nyelvekben a szótagzáró mássalhangzó (szótagkóda) egy morát képez, más nyelvekben (mint az ír) nem. Az angol nyelvben a szótagkóda egy morát képez, ha az adott szótag hangsúlyos (a „macska” jelentésű cat szó például ezen okból bimoraikus), a nem hangsúlyos szótag azonban nem biztos (így a „nyúl” jelentésű rabbit második szótagja monomoraikus és bimoraikus is lehet).
- 4. Bizonyos nyelvekben a hosszú magánhangzót vagy diftongust tartalmazó szótagmagot és egy vagy két záró mássalhangzót tartalmazó szótag akár trimoraikus (három morás) is lehet, ld. például a szanszkrit nyelv szuperhosszú magánhangzóit (pluti).

A japán nyelv híres speciális moraikus sajátosságairól. A legtöbb dialektus, beleértve a sztenderd japánt a morát (japánul on, többes számban onji) használja a hangrendszer alapjául, nem a szótagot. Kevésbé ismert például, hogy a háromsoros haiku versforma a modern japán nyelvben nem az öt szótag/hét szótag/öt szótag, hanem az öt mora/hét mora/öt mora mintára épül. Ennek azért van jelentősége, mert például a szóvégi -n a japánban moraikus, azaz morát képez. A „japán” jelentésű nippon szó négy morás (NI-P-PO-N), azaz a haiku első, vagy harmadik sorában már csak egy mora értékű szó kerülhetne mellé.

## Általános szabályok a magyar nyelvben
A magyar nyelvben általában rövidnek – monomoraikusnak – számít a szótag, ha a magánhangzója rövid, de hosszúvá – bimoraikussá – válik, ha két (vagy több) mássalhangzó követi. A szótag eleve bimoraikus, ha a benne szereplő magánhangzó hosszú. A mássalhangzók a magyarban nem szótagképzők. A sok és változatos időtartamú magánhangzó és a kevés mássalhangzó-torlódás nagyon alkalmassá teszi a magyar nyelvet az időmértékes verselésre. (Ugyanakkor a magyarban az ütemhangsúlyos verselés a hagyományos – költőink változatos formákat találtak a kétfajta verselés külön, vagy együttes alkalmazására).